# Sterntor (Bonn)

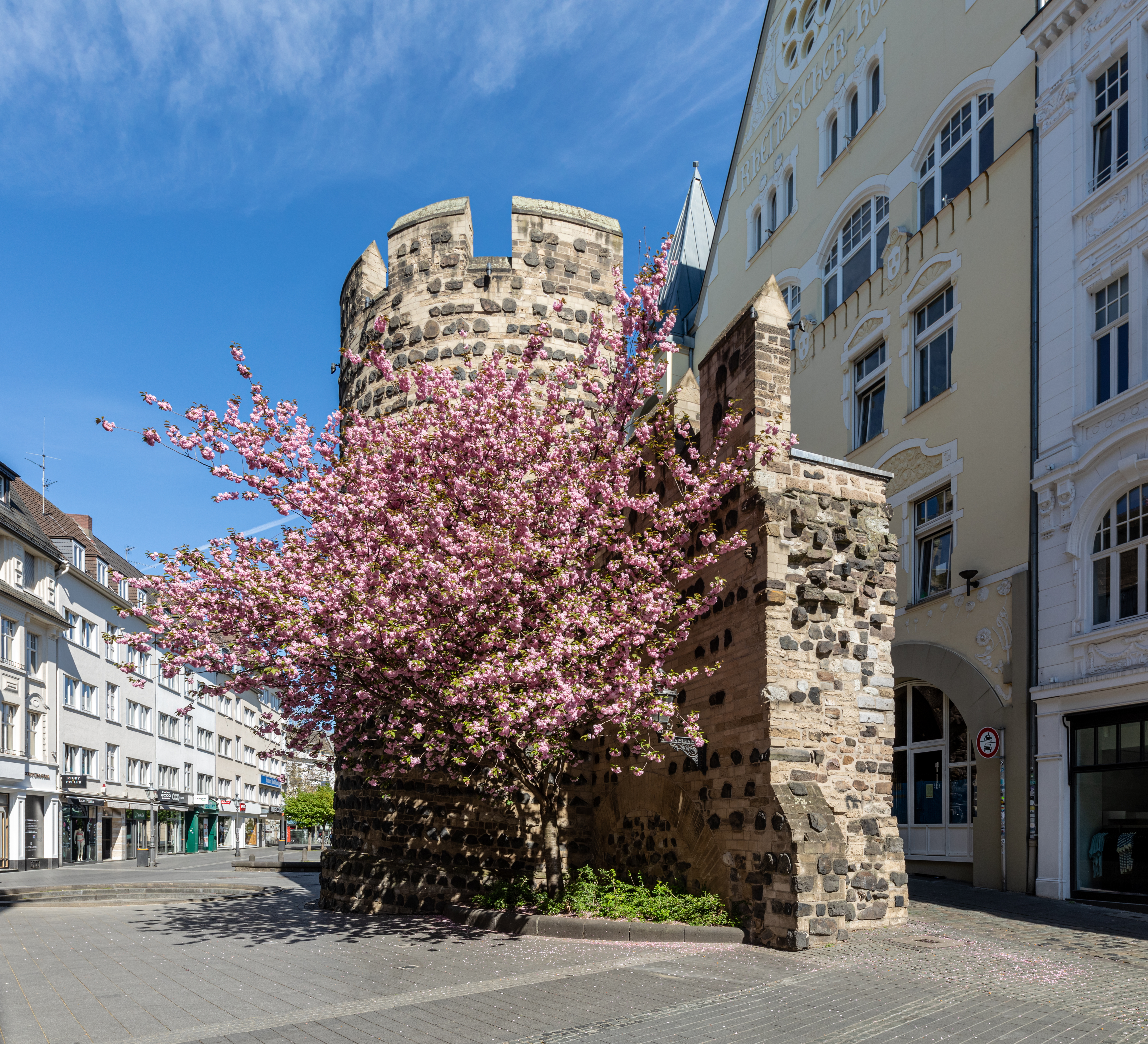
Le Sterntor. Avril 2020.

Le Sterntor de Bonn est construit vers 1244 à la fin de la Sternstraße et fait partie de la fortification de la ville médiévale.
En 1898, la dernière porte fortifiée de l'époque baroque est démolie en dépit d'une intervention de l'empereur Guillaume II, afin de rendre la circulation plus fluide. Seulement deux ans plus tard, quelques mètres plus loin, un bâtiment de remplacement portant le même nom a été créé du côté nord de la Bottlerplatz ou de la Vivatsgasse. Il ne s'agit que partiellement des vestiges de l'ancien Sterntor, sinon de vestiges des remparts de la ville et d'une vieille demi-tour. La tour d'angle et la couronne crénelée environnante l'associent à l'historicisme de l'époque. Il est classé monument architectural, la voûte en berceau du XVIIe siècle est désignée Bodendenkmal.
Deux statues sont insérées dans l'arcade extérieure, le Christ crucifié avec Marie et Jean et la "Notre-Dame des Sept Douleurs" de 1650.
En 2002, le Sterntor est la scène de l'installation Lichtblicke réalisée par Regine Vogel et Johannes Dinnebier du Centre pour le light art international.

## Source, notes et références
- (de) Cet article est partiellement ou en totalité issu de l’article de Wikipédia en allemand intitulé « Sterntor (Bonn) » (voir la liste des auteurs).